# The Big Red Adventure
The Big Red Adventure (TBRA) — компьютерная игра в жанре квест, разработанная компанией DynaByte Software и изданная Core Design.

## Сюжет
В игре показана постперестроечная Россия, охваченная либерализацией и вестернизацией. Злодей-консерватор мечтает возродить коммунистический строй. Скрытая угроза нависла над целым материком.
Игра является продолжением игры Nippon Safes. Как и в Nippon Safes, в игре 3 основных персонажа: умница Дуг, красотка Донна и мускулистый глупый парень по имени Дино. Донну похищают коммунисты.
Техно-нерд Дуг Натс — главный герой игры. Он задумал похитить Шапку Мономаха из музея «Московский Кремль», но в самый решающий момент ситуация резко изменилась, превратив известного преступника в единственную надежду миллионов. Но Дугу все по плечу, тем более что на помощь всегда готовы прийти силач Дино и красавица Донна. В результате Дуг занимается куда более значимым делом — решает судьбу мира.
В игре используется специальный шрифт, половина латинских букв заменена кириллическими аналогами. В частности, на обложке в слове «Adventure» вместо латинской буквы «R» написана русская буква «Я».

## Статьи в прессе
В марте 1999 года в немецком журнале Amiga Fever в рубрике Longplay про игру написали подробный обзор.